# Pîșne, Dolînska
Pîșne (în ucraineană Пишне) este localitatea de reședință a comunei Pîșne din raionul Dolînska, regiunea Kirovohrad, Ucraina.

## Demografie
Componența lingvistică a localității Pîșne
     Ucraineană (95,47%)
     Rusă (4,53%)
Conform recensământului din 2001, majoritatea populației localității Pîșne era vorbitoare de ucraineană (95,47%), existând în minoritate și vorbitori de rusă (4,53%).